# Blepharosis poecila
Blepharosis poecila är en fjärilsart som beskrevs av Max Wilhelm Karl Draudt 1950. Blepharosis poecila ingår i släktet Blepharosis och familjen nattflyn. Inga underarter finns listade i Catalogue of Life.